# Lamboyo
Lamboyo ist eine Ortschaft im Departamento Chuquisaca im südamerikanischen Andenstaat Bolivien.

## Lage im Nahraum
Lamboyo ist eine Ortschaft im Municipio Tarabuco in der Provinz Yamparáez. Die Ortschaft liegt auf einer Höhe von 2606 m am Zusammenfluss des Río Lamboyo mit dem Río Thoco Mayu, die flussabwärts über den Río Quiscoli Mayu und den Río Jatun Mayu zum Río Zudáñez fließen.

## Geographie
Lamboyo liegt zwischen dem Altiplano und dem bolivianischen Tiefland im Höhenzug der bolivianischen Cordillera Central. Das Klima ist ein kühl-gemäßigtes Höhenklima mit typischem Tageszeitenklima, bei dem die Temperaturunterschiede im Tagesverlauf stärker schwanken als im Jahresverlauf.
Die Jahresdurchschnittstemperatur in Lamboyo liegt bei etwa 9 °C (siehe Klimadiagramm Tarabuco), die Monatsdurchschnittswerte schwanken zwischen 6 °C im Juli und 11 °C im November. Der Jahresniederschlag beträgt 600 mm und weist vier aride Monate von Mai bis August mit Monatswerten unter 10 mm auf und eine deutliche Feuchtezeit von Dezember bis Februar mit Monatsniederschlägen zwischen 100 und 125 mm.

## Verkehrsnetz
Lamboyo liegt in einer Entfernung von 90 Straßenkilometern östlich der Departamento-Hauptstadt Sucre.
Lamboyo liegt an der 976 Kilometer langen Nationalstraße Ruta 6, die Sucre mit dem Gran Chaco im bolivianischen Tiefland verbindet. Die Ruta 6 beginnt im Westen bei Machacamarca im Departamento Oruro und führt über Llallagua nach Sucre. Von dort führt sie weiter in östlicher Richtung über Yamparáez, Tarabuco und Lajas Sijlla nach Lamboyo und weiter über Zudáñez, Monteagudo und Boyuibe bis zur Grenze mit Paraguay.

## Bevölkerung
Die Einwohnerzahl der Ortschaft ist im Jahrzehnt zwischen den beiden letzten Volkszählungen um fast ein Drittel angestiegen:
| Jahr | Einwohner         | Quelle       |
| ---- | ----------------- | ------------ |
| 1992 | keine Detaildaten | Volkszählung |
| 2001 | 189               | Volkszählung |
| 2012 | 237               | Volkszählung |
| 2024 |                   | Volkszählung |

Die Region weist einen hohen Anteil an Quechua-Bevölkerung auf, im Municipio Tarabuco sprechen 98,6 Prozent der Bevölkerung die Quechua-Sprache.